# 中国国民党

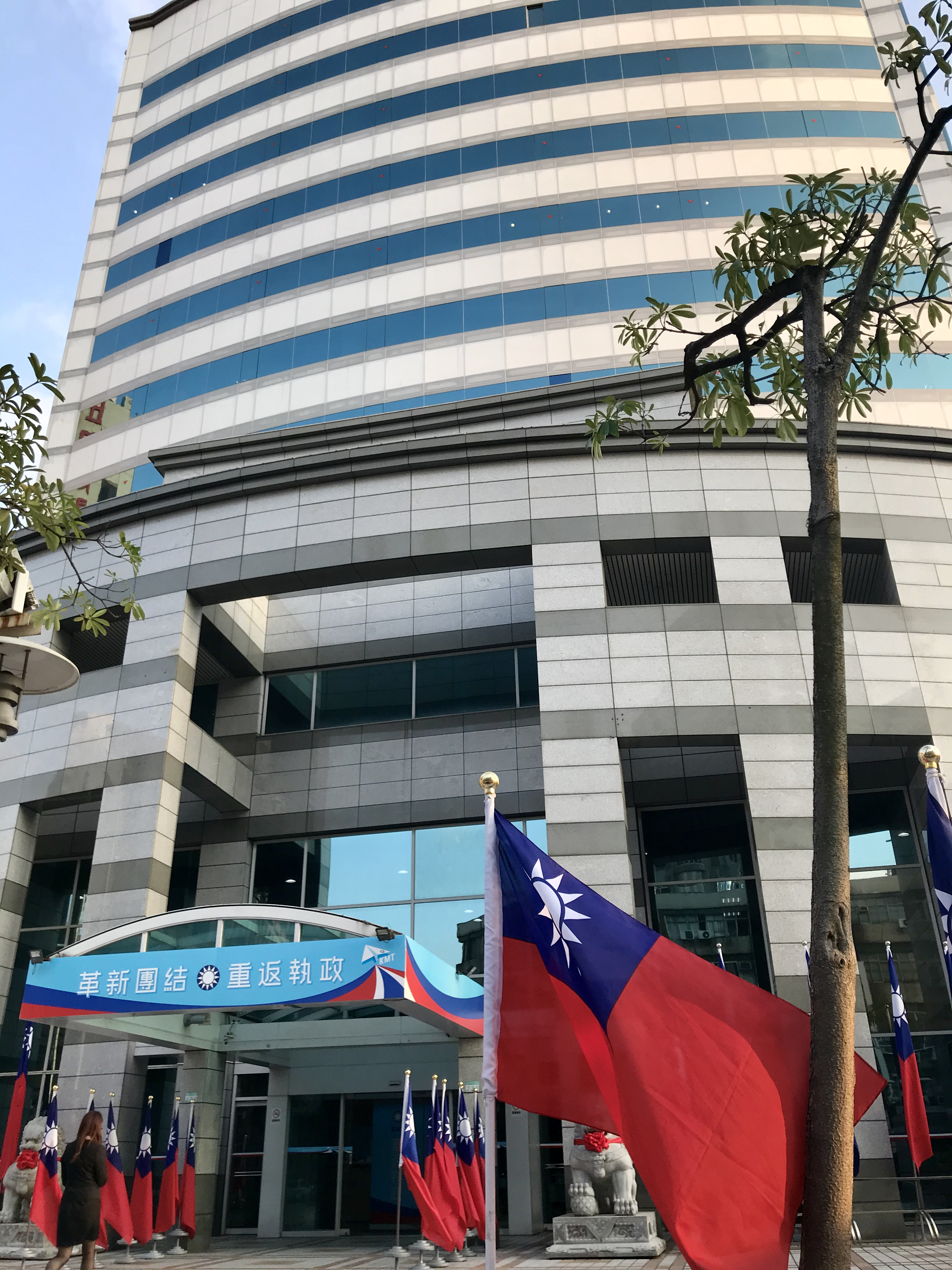
中央党部（中央委員会本部）

中国国民党（ちゅうごくこくみんとう、繁体字: 中國國民黨、拼音: Zhōngguó Guómíndǎng、英: Chinese Nationalist Party、Kuomintang、略称: KMT）は、中華民国（台湾）の政党。略称は国民党（こくみんとう）。イメージカラーは青（中国語では、日本語における「青」を「藍」と呼ぶ）で、ニュース報道等では、民主進歩党（以下、民進党）の「緑」に対して「藍」と呼ばれることがある。民進党と共に二大政党制を形成している。2024年1月現在は野党かつ立法院第1党である。

## 概要
1919年10月10日、孫文が中華革命党を改組して結党した。
ポツダム宣言（第二次世界大戦終結）に基づいて1945年10月25日に中華民国が台湾を編入し、中国共産党との内戦を開いた中台両地域統治時代を経て、1949年10月1日に内戦で敗れた中華民国政府が、台北に事実上遷都した1949年12月7日以後は、台湾省を地盤とした政党として存続し、台湾への土着化（台湾本土化）を経て、今日に至っている。
2000年に民進党の陳水扁総統が就任し、史上初めて野党となった。2001年には立法院（国会）第1党の座も奪われた。しかし、2008年に国民党の馬英九総統が就任し、立法院第1党も奪回、政権与党に復帰した。その後は対中情勢の変化もあり、2016年から民進党に政権の座を明け渡している。
台湾及び、福建省のごく一部（金門島、馬祖島）を基盤とした政党となって久しいが、党の精神的支柱として今なお孫文を党総理とし、また蔣介石をも2014年から「永久総裁」としており、いまだ党名に「中国」を掲げて「中国の政党」としての建前は捨てていない。「大陸反攻」のスローガンを撤回した李登輝時代には党の台湾化、いわゆる「本土化」が一定程度進んだが、李登輝が総統を退任して国民党を離党した2000年頃からは党内「本土派」が退潮し、副総統だった連戦が党主席に就任してからは「中華民族アイデンティティ」から、中国大陸との繋がりを強調する傾向に回帰している。
孫文と蔣介石が、日中戦争の前から大日本帝国（日本）と関わりが深かったこと（敵としても友人としても）や、冷戦時代は一党独裁を敷いて世界反共連盟（1990年に世界自由民主連盟と改称）を主導して反共主義による外交を展開し、日本の自由民主党（とりわけ清和会）と太い繋がりを持ったため、知日派を多数擁しており、中国国民党の公式ウェブサイトには、開設初期から中国語版、英語版と並んで日本語版がある。
冷戦終結後は、敵対関係にあった中国共産党との党間交流を再び図るも、かつて孫文と蔣介石によって二度行われた国共合作の失敗から、拙速な中台統一には慎重な声も根強く、統一派である「統派」と距離を置き、現状維持を志向する「本土派」も存在する。

## 歴史

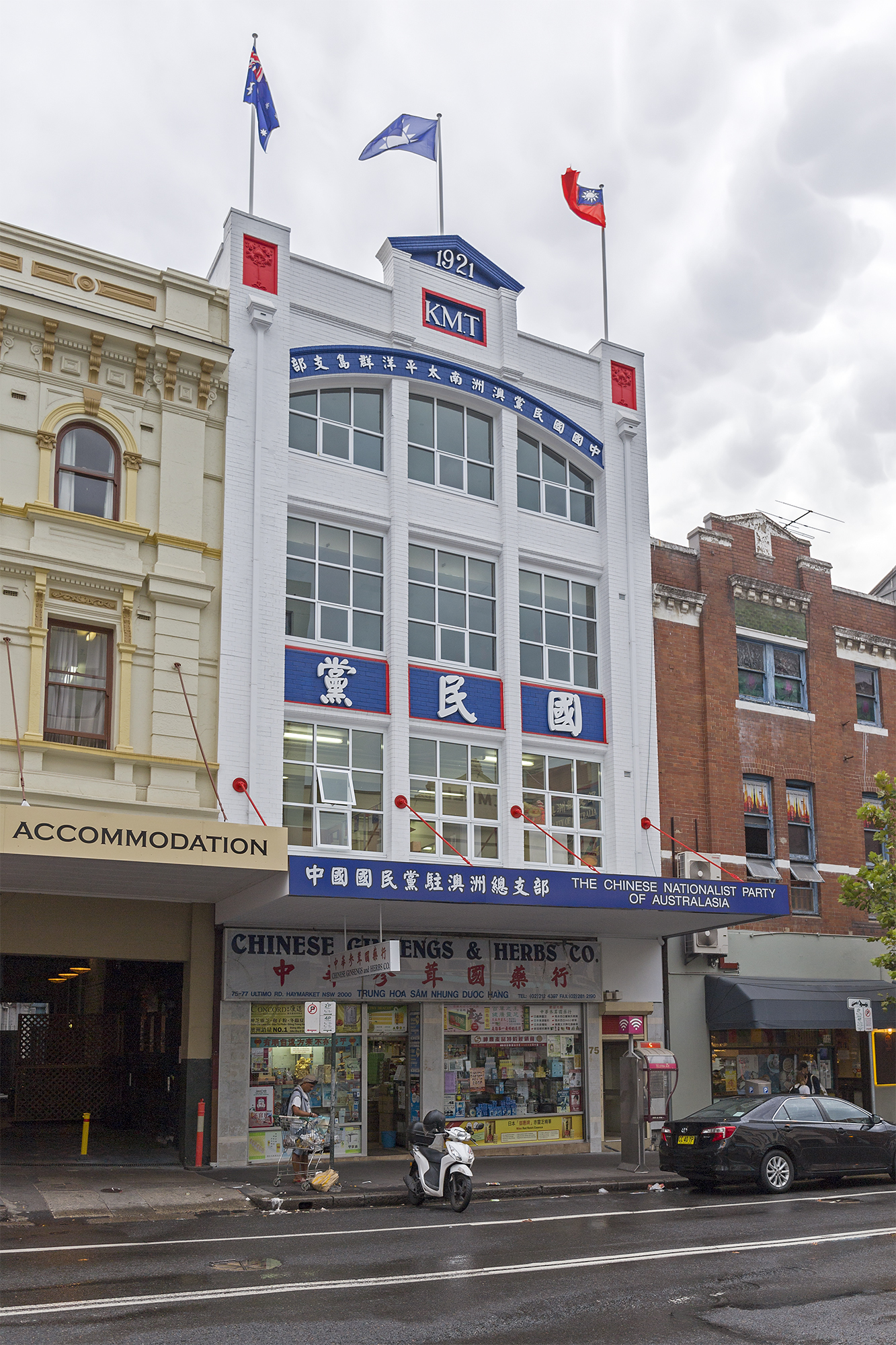
在オーストラリア中国国民党事務所

### 黎明期
1894年11月、清国を打倒し共和制国家樹立を目的とした興中会が孫文を中心としてハワイで結成された。興中会はたびたび武装蜂起を試みたが失敗した。
1905年8月には清朝を打倒することを目指して結成されていた結社が大同団結することで合意し、興中会、華興会、光復会が合併して日本の東京で中国同盟会が結成された。中国同盟会は機関紙の『民報』を発行し、孫文は三民主義の思想を発表した。
1911年10月には武昌起義が起こり、翌1912年1月には南京で中華民国が成立、孫文を臨時大総統に選出した。2月には宣統帝（愛新覚羅溥儀）が退位し、辛亥革命が成り、清朝は滅亡した。同年8月には中国同盟会を中心として統一共和党、国民公党、国民共進会、共和実進会等が合併して「国民党」が結成された（この国民党は本記事の中国国民党とは別の組織であると認識されている）。
1912年12月から翌1913年2月にかけて実施された国会選挙では国民党が第1党となったが臨時大総統に就任していた袁世凱に警戒され、国民党の主要人物であった宋教仁は上海で暗殺された。反発した国民党員は袁世凱打倒のため武装蜂起を試みるが失敗に終わり、主要党員の多くは海外に逃亡、残った党員も弾圧されて国民党は破滅状態になり、11月には国民党に解散命令が出された。日本に亡命した孫文は1914年7月、東京で中華革命党（こちらが中国国民党の前身）を結成した。この中華革命党において孫文は党員に対して絶対服従を要求した。同年の第一次世界大戦の勃発に乗じて1915年に日本が二十一カ条の要求を突きつけた。すると袁世凱は帝政を樹立し、難局を乗り切ろうとした。が、かえって帝政反対運動である第三革命が起こった。結局実現できないまま袁世凱は1916年に亡くなってしまった。翌1917年には孫文が広東軍政府を樹立した。しかし、北京の段祺瑞軍閥政府に戦敗し、上海へ逃げた。その中、1919年にヴェルサイユ条約に反対する五四運動が始まり、中国民衆の帝国主義に対する民族運動が一気に高揚した。

### 中国大陸時代

#### 中国国民党の成立
1919年10月10日、結成されたものの活動が停止していた中華革命党を改組する形で中国国民党が結成された。本部は上海に置かれ、党総理には孫文が就任した。
第一次世界大戦後のパリ講和会議によってドイツから山東半島の権益が日本に譲渡されたのを受けて、中国全土で「反日愛国運動」が盛り上がった。この運動以降、中国の青年達に共産主義思想への共感が拡大していく。この反日愛国運動は、孫文にも影響を与え、「連ソ容共・労農扶助」と方針を転換した。旧来のエリートによる野合政党から近代的な革命政党へと脱皮することを決断し、ボリシェヴィキをモデルとした。ソ連からコミンテルン代表のミハイル・ボロディンを国民党最高顧問に迎え、赤軍にあたる国民革命軍と軍官学校を設立した。それゆえ、中国共産党と中国国民党とを「異母兄弟」とする見方もある。他にもソビエト連邦共産党のシステムを学び、ソ連と同様の党国体制を布いた。
1921年に中国共産党が樹立されると、国民党は当初は容共の立場をとり、1922年のコミンテルン極東民族大会において「植民地・半植民地における反帝国主義統一戦線の形成」という方針採択を受けて、1923年1月にはソ連との連帯を鮮明にした「孫文・ヨッフェ共同宣言」が発表される。1923年6月の中国共産党第3回全国代表大会においてコミンテルン代表マーリン指導で、国共合作が方針となった。1924年1月20日には、共産党との第一次国共合作が成立し、軍閥に対抗するための素地が形成された。陳独秀や毛沢東もこのときに国民党に入党した。
孫文の死後、1925年に上海で発生した五・三〇事件を背景にして、汪兆銘を主席とする広州国民政府を樹立、1926年には、北伐を開始した。1927年に、蔣介石の上海クーデターにより国共合作は崩壊したものの、北伐は継続され、1928年6月9日には北京に入城し、北京政府を倒すことに成功した。

#### 南北統一・国民政府成立後
北伐の完了を受けて、1928年、蔣介石を主席とする国民政府が中華民国を代表する政府となった。しかし、その内実は、北伐の過程で、各地の軍閥を取り込んだ、雑居政党となっており、それらを整理しようとする蔣介石の動きを1つの契機として、中原大戦（1930年5月1日～10月10日）を頂点とする、党内対立の激化が起こり、最大の危機を迎えることになる。
1928年5月、国民党は南京において排日教育方針を決議した。国民党が決議した排日教育方針は以下である。
1. 国恥教材を十分中小学教科書中に編入すること
2. 学校は機会ある毎に、国恥事実を宣伝し、我が国第一の仇敵が何国なるかを知らしめ、これを反覆すること
3. 国恥図表を設備し、学生に対し機会ある毎にこれを示し、その注意を促すこと
4. 第一の仇敵を打倒する方法に関し、学校において教師学生共同研究すること

ここで日本の活動は武力的政治的侵略であるとし、馬関条約、義和団の乱、対華21カ条要求の撤回、さらに沖縄、台湾、朝鮮、関東州の返還を主張、経済的侵略として日貨排斥、国貨使用を提唱し、日本が中国を侵略するのは人口が増加しているためであり、日本が行う中国での文化事業までも文化的侵略であるとしている 。佐々木秀一『時局と教育的対策』（明治図書、1938年11月）は、国民党は「彼等は、自己に都合よき場合には歴史上の因果関係を肯定し、然らざる場合にはこれを否定する」とし、自分たちが多民族の領土を略奪したものを当然とする一方、アヘン戦争以降に喪失した領土については不当であると主張するのは自己矛盾であると指摘している。佐々木秀一『時局と教育的対策』（明治図書、1938年11月）によると、国民党の排日教育の内容は以下である。朝鮮、沖縄、台湾の領有権は言及しているが、日本帝国主義によって奪われたと主張する尖閣諸島の領有権について、何ら触れていないのが興味深い。
1932年には、強大な軍事力とブルジョアジーの支持を背景に、蔣介石はなんとかその危機を乗り越えるが、他方で、その間の共産党の勢力回復や満洲事変以降勢力拡大する日本軍に脅かされることになる。
蔣介石は、抗日戦より反共主義を優先し、1930年から1934年にかけて、5次にわたる反共囲剿戦（掃共戦）を繰り広げるも、共産党は井崗山の革命根拠地を撤収・放棄して長征を行ったことから共産党を亡ぼすには至らなかった。この頃の国民党軍はドイツ国防軍からアレクサンダー・フォン・ファルケンハウゼンを軍事顧問として招き精鋭化されていた。1936年には、なおも抗日戦における共産党との共闘に徹底的に反対していた蔣介石が張学良らによって軟禁され (西安事件)、これが、国共両党の接近をもたらした。1937年に日中戦争が開始され、同年9月22日、第二次国共合作が成立。同年末に南京が陥落すると、国民党政府は重慶に移転して日本軍の攻撃をしのぎ、執行機関を武漢に置いた。1938年3月29日、漢口に於いて臨時全国代表大会を開き、三民主義を再確認するとともに、憲章改正で総裁制が定められた。1939年、国民党副総裁の汪兆銘は重慶から脱出し、南京に新たな国民党を設立した。
太平洋戦争期には遠征軍がビルマの戦いに参加し、10万名の戦死者を出した（抗日老兵）。

### 国共内戦
1945年8月18日に満洲国がソ連軍の侵攻で崩壊（三日前の15日には大日本帝国が降伏勧告を受け入れ無条件降伏と全軍の武装放棄を決定・発令している）、9月2日にはポツダム宣言受諾の調印があり、10月25日に台湾は国民党政府に明け渡され、日本軍は中国本土から撤退し、国民党政府は旅順・大連・香港・マカオを除く中国大陸と、台湾の両地域を領土とした（満洲は翌年1946年5月までソ連軍政下に置かれて東北問題という外交問題になった）。
1945年10月にアメリカの調停で結ばれた双十協定は失敗し、同年11月から国共内戦が再開されるが、国共内戦中にアメリカからの支援が打ち切られたことや法幣の濫発が災いして、ソ連が支援する共産党に対して劣勢に陥り、1949年10月1日には国民党政府は内戦に敗れ、台湾島に逃れた。このため、国民党の実質統治範囲は、建国以来の福建省（馬祖・金門）と、1945年の日本降伏後に連合国として統治していた台湾島一帯だけとなった。
国共内戦で敗北すると大多数の人物が台湾に逃れたが、蔣介石に従わなかった国民党の一部は中国大陸にとどまり、中国国民党革命委員会として共産党の衛星政党となった。また、四川・雲南方面の部隊はタイ、ビルマ、ラオスなど東南アジアに逃れ、東南アジアの政治的混乱に乗じる形で抵抗拠点を築いた。
特に内戦の激しいビルマでは、同国政府の支配が事実上なされていないシャン州に逃れた。有力なワ族など少数民族と連携し、同州を大陸反攻の拠点として占拠した（泰緬孤軍）。麻薬生産等にも関わって勢力を拡張した時期もあり、アメリカはCIAを用いて公然と国民党軍（KMT）を支援した。支援は大規模なものであり、同州内に飛行場や軍事基地が構築された他、輸送機による物資・人員の補給も活発に行なわれていた。
1950年代当時のビルマでは少数民族の武装蜂起やビルマ共産党の政権からの離脱などが相次いでいた。KMTのシャン州での占領はビルマの動揺を増幅するものであった。当時のウー・ヌ首相は、国際連合において、KMTのシャン州占領を不法行為とみなし、KMT将兵の国外退去を要求している。また、後に政権を獲得する事になるネ・ウィン国防相は、少数民族の反乱を鎮圧にこぎつけたのを機に、シャン州にて抵抗を続けるKMT残党の掃討作戦も開始。時には中国人民解放軍と連携して共同作戦を取りながら、KMT勢力の追放に取り掛かった。
こうしたビルマ政府の反発によって、シャン州にいた元KMT将兵の大半は台湾やタイなどに出国するか、麻薬王となったクン・サのように地元に土着化していった。

### 台湾移転
台湾に本拠地を移して以降は、長期的な視野では中国大陸との統一を主張しているが、短期的な視野では現状維持を志向している。
台湾移転後は、臨時立法だったはずの動員戡乱時期臨時条款により、38年に渡って（世界最長の）戒厳体制が敷かれ一党独裁体制で政権を担ってきた。1979年の美麗島事件をきっかけに、1987年に蔣経国総統が政党結成を解禁したことにより（党禁）、一党独裁体制は終結した。

### 野党への転落と政権復帰
1996年には中華民国の国民による総統選挙に移行し、2000年の総統選挙で民進党の陳水扁に敗れて歴史的に初めて野党になり、2001年には立法院（議会）でも第2党になった。
2005年、党主席の連戦らが北京を訪問。中国共産党総書記・中華人民共和国主席の胡錦濤と会談した。両党トップの会談は1945年の蔣介石と毛沢東による重慶会談以来60年ぶりで、台湾独立反対という姿勢で一致した。翌2006年には共産党との交流協議の枠組みである両岸経済貿易文化フォーラム（国共フォーラム）を設置した。
2008年に立法院第1党に返り咲くとともに、国民党の馬英九が総統選挙に勝利し、8年ぶりに政権与党の座に復帰した。同年には呉伯雄主席が与党党首としては初めて訪中して胡錦濤と会見し、北京オリンピックの開会式と上海万博開幕式にも出席した。2009年に馬英九が国民党主席に当選した際は胡錦濤から祝電がおくられている。
2012年の立法院選挙では第1党を守り、総統選挙でも再選を果たした。同年の中国共産党第十八回全国代表大会では国民党中央委員会が初めて祝電を打ち、習近平が中国共産党総書記に選出された際は馬英九が異例の祝電をおくった。習近平総書記も国民党で新たな主席が当選するたびに祝電をおくっている。
2015年11月7日、シンガポールのシャングリラホテルで、馬英九は習近平と1949年の中台分断後初となる中台首脳会談を行った。

### 民進党の復権、再び下野
2016年に行われた総統選挙にて、総統候補の朱立倫主席は、民進党の蔡英文主席に敗れて、国民党は再び野党となった。
2018年に行われた統一地方選挙にて躍進し、民進党の牙城だった高雄でも議席を獲得した。
2020年に行われた総統選挙では国民党候補の韓国瑜が現職の蔡英文に敗北し、同時に行われた立法委員選挙でも3議席を増しただけで民進党に過半数を維持されることとなった。香港で民主化デモが起きてから国民党の総統選候補は支持率が逆転しており、香港情勢で対中姿勢が警戒された影響とされる。
2024年に行われた総統選挙では国民党候補で新北市長の侯友宜が、民進党候補の頼清徳に敗れ、総統選3連敗を喫した。一方で同時に行われた立法委員選挙では議席を伸ばし、過半数には届かないものの民進党を抜き議会第1党となった。
2025年6月20日、中央選挙委員会は、国民党立法委員24人に対するリコール案について要件を満たしたと認定。同年7月20日にリコールの是非を決める投票を実施すると発表した。

## 派閥
台湾の民主化以降は主には3つの派閥がある。
- （穏健）保守派：外省人が多い。代表的な人物は連戦、馬英九、呉敦義、朱立倫。中国共産党・米国・日本には宥和的であり、「現状維持」と「一中各表（中国語版）」（台湾と中国大陸とは同じく中国の一部であるが、呼び名がそれぞれの地域で異なる）を主張し、「台湾独立」には反対する。
- 本土派：本省人が多い。代表的な人物は王金平、江啓臣。「台湾海峡両岸関係における現状維持」を主張し、李登輝以来の台湾を中心とした政策づくりに熱心だが、「台湾独立」に反対する。
- 統一派 / 急進保守派：主に中華民国国軍出身の外省人の軍人からなる。代表的な人物は洪秀柱。過去には傘下の党部が複数あったが、2010年代現在は構成員の高齢化により「黄復興党部」だけが残っている。より親中的で、「一中同表（中国語版）」（同じ呼び名による一つの中国）を主張し、「台湾独立・二つの中国」に反対している。

他には少人数の派閥もあるが、多くは中国国民党を離れ、新しい政党となった。（親民党・台湾団結連盟・新党など）

## 組織

### 党役員
党章上、党員が総統在任中は党主席を兼任すると定めていたが、2019年7月に開かれた第20期第3回党大会でこの規定は削除された。なお、野党時には党員の直接選挙により選出される。
なお、総統在職中だった馬英九は2014年11月に実施された統一地方選挙で大敗し、主席を引責辞任した。これに伴い、総統が党主席を兼任する条文は空文化した。2015年1月、党主席選挙が実施され、新北市長朱立倫が当選した。しかし2016年1月に行われた総選挙大敗の責任を取り党主席を辞任し、前嘉義市長の黄敏恵が主席代理に就任した。その後3月26日に主席選挙が行われ、統一志向の洪秀柱が主席代行を務めていた黄敏恵らを退け初当選した。洪は、黄埔軍校同学会などで中国大陸と繋がりの強い退役軍人や年金改革に反発する公務員といった軍公教を支持基盤にしている。また総統選の際にいったんは党の公認候補に選ばれたのに支持低迷を理由に途中で交代させられ、党内に同情論が強かったことも追い風になった模様。
秘書長（党幹事長に相当）は、黄健庭。なお連戦と呉伯雄の両元主席は「名誉主席」の称号を与えられている。

## 選挙記録

### 総統選挙
| 中国国民党候補の県市別得票率 |

| 中国国民党候補の郷鎮市区得票率 |

| 年度 | 選挙                   | 総統候補 | 総統候補         | 副総統候補        | 副総統候補 | 得票数    | 得票率 | 当選 |
| ---- | ---------------------- | -------- | ---------------- | ----------------- | ---------- | --------- | ------ | ---- |
| 1996 | 第9期総統・副総統選挙  |          | 李登輝           |                   | 連戦       | 5,813,699 | 54.00% |      |
| 2000 | 第10期総統・副総統選挙 | 連戦     | 蕭万長           | 2,925,513         | 23.10%     |           |        |      |
| 2004 | 第11期総統・副総統選挙 | 連戦     |                  | 宋楚瑜（ 親民党） | 6,442,452  | 49.89%    |        |      |
| 2008 | 第12期総統・副総統選挙 | 馬英九   |                  | 蕭万長            | 7,658,724  | 58.45%    |        |      |
| 2012 | 第13期総統・副総統選挙 | 馬英九   | 呉敦義           | 6,891,139         | 51.60%     |           |        |      |
| 2016 | 第14期総統・副総統選挙 | 朱立倫   |                  | 王如玄（無所属）  | 3,813,365  | 31.04%    |        |      |
| 2020 | 第15期総統・副総統選挙 | 韓国瑜   | 張善政（無所属） | 5,522,119         | 38.61%     |           |        |      |
| 2024 | 第16期総統・副総統選挙 | 侯友宜   |                  | 趙少康            | 4,671,021  | 33.49%    |        |      |

### 立法委員選挙
| 年度 | 選挙               | 区域得票率 （選挙区） | 政党得票率 （比例代表） | 得票率 | 当選者数 | 定数 | 議席占有率 |
| ---- | ------------------ | --------------------- | ----------------------- | ------ | -------- | ---- | ---------- |
| 1992 | 第2回立法委員選挙  |                       |                         | 53.02% | 95       | 161  | 59.01%     |
| 1995 | 第3回立法委員選挙  | 45.63%                | 85                      | 164    | 51.83%   |      |            |
| 1998 | 第4回立法委員選挙  | 45.46%                | 123                     | 225    | 54.67%   |      |            |
| 2001 | 第5回立法委員選挙  | 27.85%                | 68                      | 225    | 30.22%   |      |            |
| 2004 | 第6回立法委員選挙  | 32.22%                | 79                      | 225    | 35.11%   |      |            |
| 2008 | 第7回立法委員選挙  | 53.48%                | 51.23%                  |        | 81       | 113  | 71.68%     |
| 2012 | 第8回立法委員選挙  | 48.12%                | 44.55%                  | 64     | 56.64%   | 113  |            |
| 2016 | 第9回立法委員選挙  | 38.71%                | 26.91%                  | 35     | 30.97%   | 113  |            |
| 2020 | 第10回立法委員選挙 | 44.73%                | 33.36%                  | 38     | 33.63%   | 113  |            |
| 2024 | 第11回立法委員選挙 | 40.44%                | 34.58%                  | 52     | 46.02%   | 113  |            |